# Red, White, & Blues
Red, White, & Blues è un album del 1992 della Blues Brothers Band.
Il disco, unico album completamente registrato in studio della band (non contando le colonne sonore), segna il ritorno alla voce e all'armonica a bocca di Elwood Blues.

## Tracce
1. You Got the Bucks
2. Red, White & Blues
3. Can't Play the Blues (In An Air-Conditioned Room)
4. Early In The Morning
5. One Track Train
6. Boogie Thing
7. Never Found A Girl
8. Trick Bag
9. Take You And Show You
10. Big Bird

## Formazione
- Elwood Blues – voce, armonica a bocca
- Eddie "Knock on Wood" Floyd – voce
- Larry Thurston – voce, armonica a bocca
- Matt "Guitar" Murphy – chitarra
- Steve "The Colonel" Cropper – chitarra
- Donald "Duck" Dunn – basso
- Danny "G-Force" Gottlieb – batteria
- Lou "Blue Lou" Marini – sassofono
- Alan "Mr. Fabulous" Rubin – tromba, cori
- Leon Pendarvis – tastiere, cori